# Radniki (obwód grodzieński)
Radniki, Dziaki (biał. Раднікі; ros. Родники, Rodniki) – wieś na Białorusi, w obwodzie grodzieńskim, w rejonie wołkowyskim, w sielsowiecie Gniezno, przy drodze republikańskiej .
W dwudziestoleciu międzywojennym miejscowość leżała w Polsce, w województwie białostockim, w powiecie wołkowyskim, do 30 grudnia 1922 w gminie Mścibów, następnie w gminie Szydłowice.
Do 1969 roku miejscowość nosiła nazwę Dziaki (biał. Дзякі, Dziaki; ros. Дяки, Diaki). 